# Amorphochilus schnablii
Genre
Espèce
Statut de conservation UICN

 VU  : Vulnérable
Amorphochilus schnablii est une espèce de chauve-souris de la famille des Furipteridae. C'est la seule espèce du genre Amorphochilus.